# Городские населённые пункты Камчатского края
В состав Камчатского края входят 5 городских населённых пунктов, в том числе:
- 3 города (все — краевого подчинения), среди которых выделяются:
  - краевой центр, в рамках организации местного самоуправления образует отдельный городской округ,
  - закрытое административно-территориальное образование (ЗАТО), в рамках организации местного самоуправления образует отдельный городской округ,
  - районный центр, в рамках организации местного самоуправления входит в соответствующий муниципальный район и образует одноимённое городское поселение в составе последнего.
- 2 посёлка городского типа, среди которых выделяются:
  - центр Корякского округа, в рамках организации местного самоуправления образует отдельный городской округ,
  - пгт, который в рамках организации местного самоуправления входит в соответствующий муниципальный район и образует одноимённое городское поселение в составе последнего.

## Города
| № | название                 | район/город              | мун.район / городской округ              | население (чел.) | основание / первое упоминание | статус города | герб |
| - | ------------------------ | ------------------------ | ---------------------------------------- | ---------------- | ----------------------------- | ------------- | ---- |
| 1 | Вилючинск                | Вилючинск (ЗАТО)         | Вилючинский городской округ (ЗАТО)       | ↗21 834          | 1968                          | 1968          |      |
| 2 | Елизово                  | Елизовский район         | Елизовский муниципальный район           | ↘36 199          | 1848                          | 1975          |      |
| 3 | Петропавловск-Камчатский | Петропавловск-Камчатский | Петропавловск-Камчатский городской округ | ↘162 546         | 1740                          | 1812          |      |

## Посёлки городского типа
| № | название  | район                            | мун.район / городской округ     | население (чел.) | основание / первое упоминание | статус пгт | герб |
| - | --------- | -------------------------------- | ------------------------------- | ---------------- | ----------------------------- | ---------- | ---- |
| 1 | Вулканный | Елизовский район                 | Елизовский муниципальный район  | ↗1354            | 1955                          | 1994       |      |
| 2 | Палана    | Тигильский район Корякский округ | посёлок Палана, городской округ | ↘2837            | 1697                          | 1962       |      |

## Бывшие города и посёлки городского типа
Бывшие городские населённые пункты Камчатского края, до 2007 года, Камчатской области и Корякского автономного округа — города и посёлки городского типа (рабочие, дачные и курортные), потерявшие этот статус в связи с административно-территориальными преобразованиями.

### Упразднённые и преобразованные до 1 июля 2007 года

#### В составе Камчатской области
- Атласово — пгт с 1974 года. Преобразован в сельский населённый пункт в 1997 году.
- Елизово — пгт с 1965 года. Преобразован в город в 1975 году.
- Индустриальный — пгт с 1940 года. Включён в состав города Петропавловск-Камчатский в 1959 году.
- Кировский — пгт с 1948 года. Упразднён в 1987 году.
- Кихчик — пгт с 1940 года. Упразднён в 1972 году.
- Ключи — пгт с 1951 года. Преобразован в город в 1979 году. В 2004 году преобразован в сельский населённый пункт.
- Козыревск — пгт с 1958 года. Преобразован в сельский населённый пункт в 2004 году.
- Колпаковский — пгт с 1948 года. Преобразован в сельский населённый пункт в 1960 году.
- Митогинский — пгт с 1948 года. Преобразован в сельский населённый пункт в 1960 году.
- Моховая — пгт с 1960 года. Включён в состав города Петропавловск-Камчатский в 2000 году.
- Усть-Большерецк — преобразован в сельский населённый пункт в 1989 году.

#### В составе Корякского автономного округа
- Ильпырский — пгт с 1949 года. Преобразован в сельский населённый пункт в 1994 году.
- Корф — пгт с 1949 года. Преобразован в сельский населённый пункт в 1994 году.
- Пахачи — пгт с 1968 года. Преобразован в сельский населённый пункт в 1994 году.

### Упразднённые и преобразованные с 1 июля 2007 года
- Озерновский — пгт с 1948 года. Преобразован в сельский населённый пункт в 2010 году.
- Октябрьский — пгт с 1940 года. Преобразован в сельский населённый пункт в 2010 году.
- Оссора — пгт с 1949 года. Преобразован в сельский населённый пункт в 2012 году. Входит в состав Корякского округа как административно-территориальной единицы с особым статусом.
- Усть-Камчатск — пгт с 1951 года. Преобразован в сельский населённый пункт в 2008 году.

## Общая карта
Легенда карты (при наведении на метку отображается реальная численность населения):
|  | Город с населением более 100 000 чел.        |
|  | Города с населением от 20 000 до 39 999 чел. |
|  | пгт с населением от 1 000 до 4 999 чел.      |